# Lærenemme Rita
Lærenemme Rita (engelsk: Educating Rita) er en britisk spillefilm fra 1983, instrueret af Lewis Gilbert efter teaterstykket Educating Rita fra 1980 af Willy Russell.

## Handling
Susan "Rita" White (Julie Walters), en gift frisør på 26 år, beslutter sig for gøre noget ved sin ellers ufuldstændige uddannelse, til dette formål indskriver hun sig til kursus på Open University, hvor hun møder den desillusionerede, drikfældige litteraturlærer Frank Bryant (Michael Caine). 
Ritas ankomst vender hans verden på hovedet - hendes friske, selvsikre måde at fremføre sig på finder han befriende og han lader sig rive med af Ritas udvikling, der ikke er uden indflydelse på hans egen.
Men prisen for hendes dannelse, som Frank med beklagelse ser, er tabet af hendes impulsivitet, hvor hendes nyerhvervede viden skaber nye sociale bånd og bryder med hendes forhenværende sociale miljø.

## Medvirkende
- Michael Caine som Prof. Frank Bryant
- Julie Walters som Susan "Rita" White
- Michael Williams som Brian, professor og mand til Elaine
- Dearbhla Molloy som Elaine, Brians hustru
- Jeananne Crowley som Julia, Frank Bryant dameven
- Malcolm Douglas som Denny, Susan/Ritas mand
- Godfrey Quigley som Ritas far
- Patricia Jeffares som Ritas mor
- Maeve Germaine som Sandra, Ritas søster
- Maureen Lipman som Trish, Ritas roommate
- Gerry Sullivan som sikkerhedsvagt
- Pat Daly som kvæstor
- Kim Fortune som Collins
- Philip Hurdwood som Tiger
- Hilary Reynolds som Lesley
- Jack Walsh som Price
- Christopher Casson som professor
- Gabrielle Reidy som Barbara
- Des Nealon som eksamensvagt
- Marie Conmee som kunde hos frisøren
- Oliver Maguire som tutor
- Derry Power som fotograf
- Alan Stanford som bistrobestyrer